# Dodger
Dodger é uma série de televisão infantil britânica, inspirada em Artful Dodger, um personagem do romance Oliver Twist de Charles Dickens. A série serve como uma prequela dos eventos do livro. Os primeiros 5 episódios foram disponibilizados no serviço de streaming BBC iPlayer em 6 de fevereiro de 2022, depois que o primeiro episódio estreou no canal CBBC no Reino Unido.

## Enredo
Situada na Londres vitoriana de 1830, a série gira em torno de Jack Dawkins, mais conhecido como Artful Dodger, e suas façanhas como parte da gangue de Fagin, antes de sua introdução no romance Oliver Twist.

## Elenco

### Principal
- Billy Jenkins como Jack Dawkins/Dodger
- Christopher Eccleston como Fagin
- Aabay Ali como Charley Bates
- Ellie-May Sheridan como Polly Crackitt
- Mila Lieu como Tang
- Connor Curren como Tom Chitling
- David Threlfall como Chefe de Policia, Sir Charles Rowan (1ª temporada)
- Sam C. Wilson como Bill Sikes
- Rhys Thomas como PC Duff
- Javone Prince como PC Blathers
- Lucy Montgomery como Minnie Bilge, senhoria de Fagin

### Recorrente
- Aron von Andrian como Príncipe Albert
- Lorraine Bruce como Sra. Grundles
- Saira Choudhry como Nancy
- Alex Kingston como Lucifer
- Tanya Reynolds como Rainha Victoria
- Lenny Rush como Morgan/O varredor da travessia

## Produção
Em maio de 2021, foi anunciado em um comunicado à imprensa que o canal CBBC havia encomendado uma série de dez episódios, seguindo as façanhas de Artful Dodger, a ser produzida pela NBCUniversal International Studios, uma divisão do Universal Studio Group.
As gravações da primeira temporada aconteceram em Manchester e em vários locais do noroeste da Inglaterra. As filmagens do quinto episódio aconteceram no Grand Theatre, em Blackpool.
A produção de três episódios especiais ocorreu durante o verão de 2022 e terminou em Bristol em setembro.  As filmagens aconteceram no The Bottle Yard Studios em Bristol e em locações na cidade.

### Música
A série apresenta música original escrita por Joel Cadbury e Will Harper.

## Lançamento
Os primeiros 5 episódios foram disponibilizados no BBC iPlayer em 6 de fevereiro de 2022, após a estreia do primeiro episódio no CBBC no Reino Unido, com episódios indo ao ar semanalmente no canal CBBC. Os episódios 6–10 foram posteriormente disponibilizados no BBC iPlayer em 13 de março de 2022, depois que o sexto episódio foi ao ar no CBBC.  A primeira temporada começou a ser exibida semanalmente no principal canal da BBC, BBC One, a partir de 13 de março de 2022.